# Fiat Ulysse
De Fiat Ulysse is een multi-purpose vehicle (MPV) van het Italiaanse automerk Fiat. De productie van de eerste generatie ging van start in 1994 en in 2010 rolde de laatste wagen onder de naam Ulysse van de band. Het model werd in 2011 vervangen door de Fiat Freemont. In 2022 kwam Fiat met een nieuwe E-Ulysse op de markt, een elektrische minibus-variant van de Fiat Scudo bestelwagen.
Voordat Renault in de jaren 80 de door het Franse Matra ontwikkelde Espace introduceerde, werd het model in eerste instantie aangeboden aan Peugeot. Die zag echter niets in het concept en sloeg het aanbod af. Renault zag wel potentie in het model en bracht het uit als de succesvolle Espace. Peugeot wilde toen alsnog met zo'n MPV op de markt komen en sloeg toen de handen ineen met Fiat. De gezamenlijk ontwikkelde MPV kwam in 1994 op de markt als Citroën Evasion, Fiat Ulysse, Lancia Zeta en Peugeot 806.
In 2002 kwamen Fiat en Peugeot met de tweede generatie van de 'Eurovans'.
Beide generaties deden ook nog dienst als basis voor de door Fiat en Peugeot ontwikkelde bestelwagens, te weten de Citroën Jumpy, Fiat Scudo en Peugeot Expert. Lancia kwam niet met een bestelwagen.
De naam van de wagen is overigens afkomstig van de Latijnse naam voor Odysseus, "Ulisse".

## Eerste generatie (1994-2002)
In 1994 introduceerde Fiat de eerste generatie Ulysse. Het model onderscheidde zich van de andere drie maar weinig. De Fiat beschikt over de toen typische Fiat-grill en koplampen. Van achteren heeft de auto grote achterlichten en een grote uitsparing voor de kentekenplaat. Aan de binnenkant is de Fiat alleen te herkennen aan het logo op het stuur, de rest is precies hetzelfde als bij de andere drie. Vooral daar is te zien dat PSA (moederbedrijf van Peugeot en Citroën) de overhand had bij de ontwikkeling van de MPV's, zo is het twee-spakige stuurwiel typisch Citroën (later vervangen door het stuurwiel uit de Citroën Xantia) en ook het instrumentarium doet Frans aan.
Bij de motoren had PSA ook meer te vertellen dan Fiat, deze komen namelijk allemaal bij Peugeot vandaan.

### Euro NCAP
In 1999 heeft Euro NCAP de botsveiligheid van de Peugeot 806 beoordeeld. Euro NCAP verwacht vergelijkbare resultaten voor de technisch identieke Citroën Evasion/Synergie, Fiat Ulysse en Lancia Zeta. De 806 kreeg drie sterren voor de veiligheid van inzittenden. De kooiconstructie bleek zijn structurele stabiliteit te behouden en de deur van de bestuurder kon nog goed worden geopend. Het stuurwiel bewoog zich echter naar boven, wat kan leiden tot verwondingen. De bestuurdersairbag werkte effectief, maar het hoofd van de bestuurder kwam in aanraking met de airbag voordat die zich volledig had opgeblazen, wat ook verwondingen kan veroorzaken. Hierdoor is er vooral een grote kans op verwondingen aan borst, benen en voeten. De zijdelingse botsing verliep beter, alleen de armsteun kan verwondingen aan de buik veroorzaken.
| Merk en model             | resultaat   | voetgangersveiligheid |
| ------------------------- | ----------- | --------------------- |
| Peugeot 806 (Fiat Ulysse) | (22 punten) | (8 punten)            |

### Motoren

#### Benzine
| Type      | Motor     | Motor     | Vermogen | Koppel | Overbrenging             | 0–100 km/h    | Topsnelheid    | Jaartal     |
| Type      | Inhoud    | Cilinders | Vermogen | Koppel | Overbrenging             | 0–100 km/h    | Topsnelheid    | Jaartal     |
| --------- | --------- | --------- | -------- | ------ | ------------------------ | ------------- | -------------- | ----------- |
| 1.8       | 1.761 cm³ | 4-in-lijn | 100 pk   | 147 Nm | 5-bak                    | 14,3 s        | 165 km/h       | 1994 - 1999 |
| 2.0       | 1.998 cm³ | 4-in-lijn | 121 pk   | 170 Nm | 5-bak                    | 13,1 s        | 177 km/h       | 1994 - 2001 |
| 2.0 16V   | 1.998 cm³ | 4-in-lijn | 136 pk   | 190 Nm | 5-bak / 4-traps automaat | 10,9 / 12,8 s | 186 / 183 km/h | 1999 - 2002 |
| 2.0 Turbo | 1.998 cm³ | 4-in-lijn | 147 pk   | 235 Nm | 5-bak                    | 11,0 s        | 195 km/h       | 1994 - 1999 |

#### Diesel
| Type        | Motor     | Motor     | Vermogen | Koppel | Overbrenging | 0–100 km/h | Topsnelheid | Jaartal     |
| Type        | Inhoud    | Cilinders | Vermogen | Koppel | Overbrenging | 0–100 km/h | Topsnelheid | Jaartal     |
| ----------- | --------- | --------- | -------- | ------ | ------------ | ---------- | ----------- | ----------- |
| 1.9 TD      | 1.905 cm³ | 4-in-lijn | 90 pk    | 196 Nm | 5-bak        | 15,1 s     | 160 km/h    | 1995 - 1999 |
| 1.9 TD      | 1.905 cm³ | 4-in-lijn | 92 pk    | 196 Nm | 5-bak        | 15,1 s     | 160 km/h    | 1999 - 2000 |
| 2.1 TD      | 2.088 cm³ | 4-in-lijn | 109 pk   | 250 Nm | 5-bak        | 13,3 s     | 175 km/h    | 1996 - 1999 |
| 2.0 JTD     | 1.997 cm³ | 4-in-lijn | 109 pk   | 250 Nm | 5-bak        | 14,8 s     | 175 km/h    | 2000 - 2001 |
| 2.0 16v JTD | 1.997 cm³ | 4-in-lijn | 109 pk   | 270 Nm | 5-bak        | 13,9 s     | 175 km/h    | 2001 - 2002 |

### Uitvoeringen

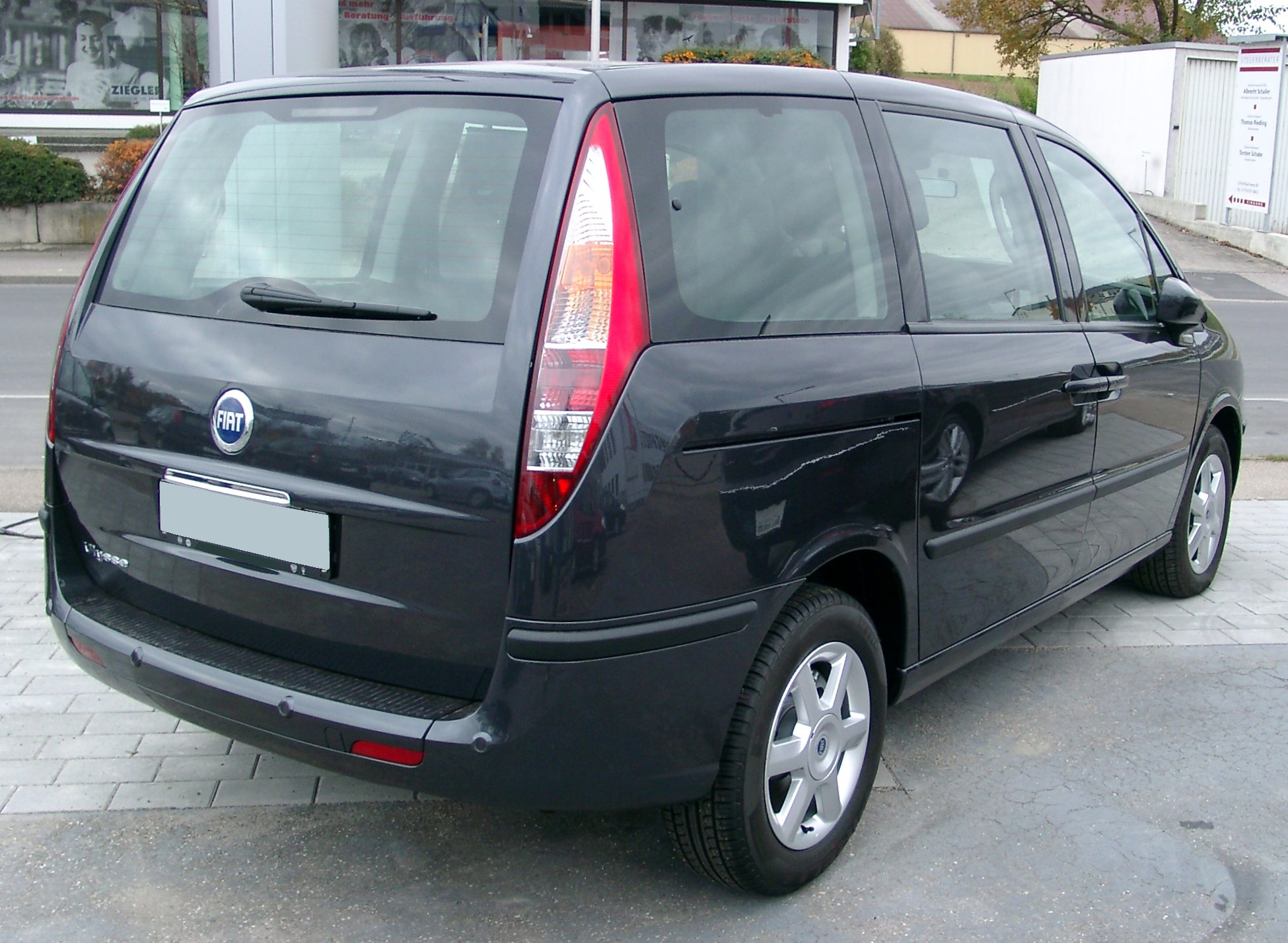
Facelift Fiat Ulysse

Fiat leverde de Ulysse in de volgende uitvoeringen:
- S: standaard onder andere centrale vergrendeling met afstandsbediening, elektrische ramen vóór, stuurbekrachtiging en een in hoogte verstelbaar stuur

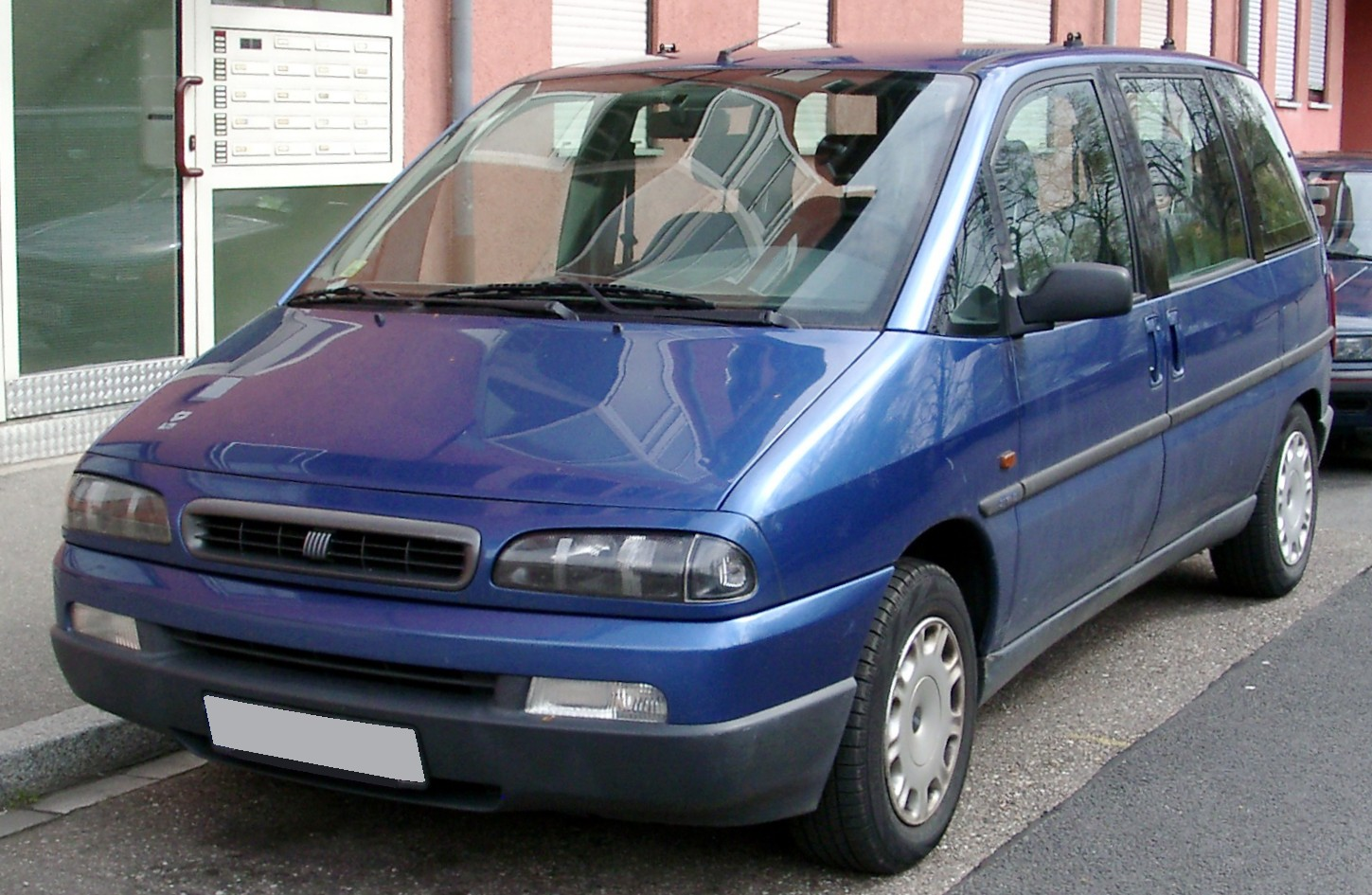
Facelift Fiat Ulysse

- EL: extra t.o.v. S onder andere draaibare voorstoelen, dakrailing, in hoogte verstelbare koplampen, elektrisch verstel-/verwarm/-inklapbare buitenspiegels en mistlampen op de Turbo
- HL: extra t.o.v. EL onder andere ABS, lichtmetalen wielen, tripcomputer en elektrische ramen achter en tevens elektrisch uitzetbare achterste zijruiten

Standaard was de Ulysse voorzien van vijf zitplaatsen. Dit kon uitgebreid worden naar zes of zeven zitplaatsen, waarbij de zeszitter op elke zitplaats voorzien is van aparte armleuningen. 

### Facelift 1998
In 1998 ontving de wagen een lichte facelift. Deze is vooral te herkennen aan de gewijzigde koplampen en grille. Net zoals andere Fiats rond deze periode beschikt de gefacelifte Ulysse over een kleiner uitgevoerd logo. Ook werd het interieur voorzien van nieuwe materialen en zou de bouwkwaliteit van de auto's verbeterd moeten zijn. Het motorprogramma onderging ook een aantal wijzigingen. De 2.0 16v werd uiteindelijk naast de standaard handgeschakelde vijfbak ook leverbaar met een optionele viertrapsautomaat.

## Tweede generatie (2002-2010)

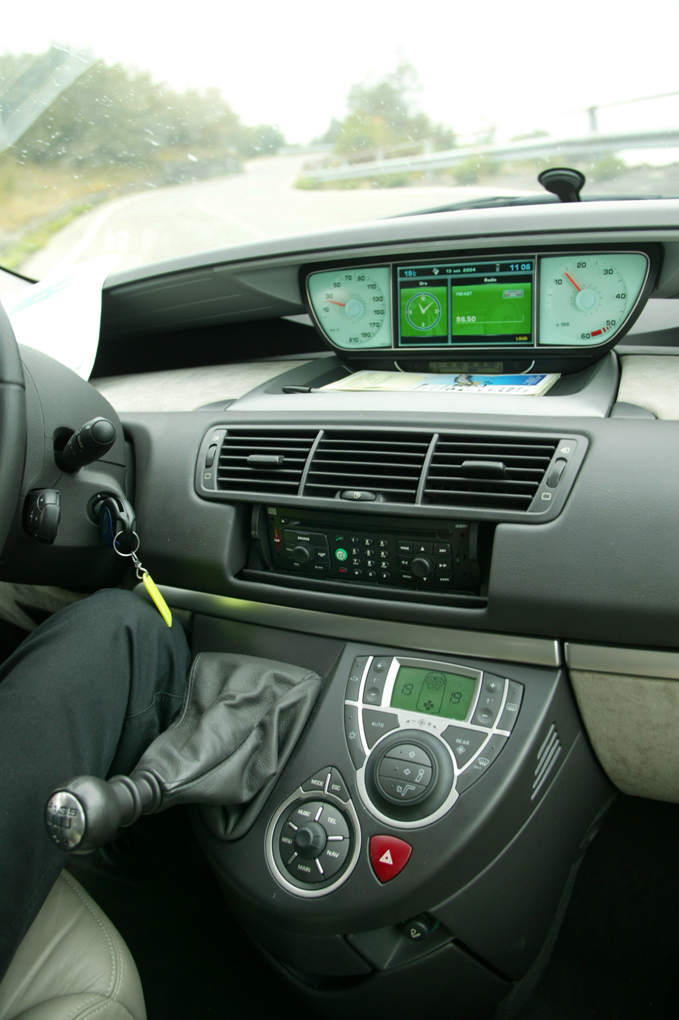
Dashboard Fiat Ulysse

In 2002 werd een volledig nieuwe generatie van de Ulysse op de markt gebracht. Opnieuw was het een samenwerking tussen Fiat en PSA. De Fiat was de enige die z'n naam behield, de overige drie kregen ieder een andere naam. Evasion veranderde in C8, Zeta in Phedra en de 806 werd logischerwijs opgevolgd door de 807.
Ten opzichte van z'n voorganger groeide de nieuwe Ulysse met zo'n 27 centimeter, wat een ruimer interieur opleverde. Van buiten kreeg de Ulysse langwerpige achterlichten, iets wat Fiat bij de eerste generatie Punto al introduceerde. Net zoals voorheen had de auto weer schuifdeuren achter, maar nu optioneel elektrisch bedienbaar. Aparte details aan het ontwerp van de tweede generatie zijn de als één geheel ontworpen handgrepen van de voor en achterdeuren en de in de poot van de spiegel geïntegreerde zijknipperlicht.
Van binnen valt meteen op dat het instrumentarium naar het midden van het dashboard is verplaatst, zoals dat steeds vaker bij MPV's werd gedaan. Optioneel was een geïntegreerd navigatiesysteem leverbaar. Opnieuw kon het model besteld worden met vijf, zes of zeven zitplaatsen.
De motoren van de nieuwe generatie 'Eurovans' kwamen weer bij Peugeot vandaan.

### Motoren

#### Benzine
| Type       | Motor     | Motor     | Vermogen | Koppel | Overbrenging             | 0–100 km/h    | Topsnelheid    | Jaartal     |
| Type       | Inhoud    | Cilinders | Vermogen | Koppel | Overbrenging             | 0–100 km/h    | Topsnelheid    | Jaartal     |
| ---------- | --------- | --------- | -------- | ------ | ------------------------ | ------------- | -------------- | ----------- |
| 2.0 16v    | 1.998 cm³ | 4-in-lijn | 136 pk   | 190 Nm | 5-bak / 4-traps automaat | 11,2 / 13,2 s | 185 / 178 km/h | 2002 - 2010 |
| 3.0 V6 24v | 2.946 cm³ | V6        | 204 pk   | 285 Nm | 4-traps automaat         | 10,2 s        | 205 km/h       | 2002 - 2005 |

#### Diesel
| Type                  | Motor     | Motor     | Vermogen | Koppel | Overbrenging             | 0–100 km/h    | Topsnelheid    | Jaartal     |
| Type                  | Inhoud    | Cilinders | Vermogen | Koppel | Overbrenging             | 0–100 km/h    | Topsnelheid    | Jaartal     |
| --------------------- | --------- | --------- | -------- | ------ | ------------------------ | ------------- | -------------- | ----------- |
| 2.0 JTD 16v           | 1.997 cm³ | 4-in-lijn | 110 pk   | 270 Nm | 5-bak / 4-traps automaat | 13,4 / 15,1 s | 174 / 167 km/h | 2002 - 2006 |
| 2.0 Multijet          | 1.997 cm³ | 4-in-lijn | 120 pk   | 300 Nm | 5-bak                    | 12,9 s        | 180 km/h       | 2006 - 2010 |
| 2.0 Multijet          | 1.997 cm³ | 4-in-lijn | 136 pk   | 320 Nm | 5-bak                    | 11,4 s        | 190 km/h       | 2006 - 2010 |
| 2.2 16v JTD           | 2.179 cm³ | 4-in-lijn | 128 pk   | 314 Nm | 5-bak                    | 12,6 s        | 182 km/h       | 2002 - 2006 |
| 2.2 Multijet Bi-Turbo | 2.179 cm³ | 4-in-lijn | 170 pk   | 370 Nm | 6-bak                    | 10,8 s        | 200 km/h       | 2008 - 2010 |

In Nederland was de Ulysse op een gegeven moment alleen nog maar als diesel leverbaar en uiteindelijk werd de Ulysse wegens lage verkoopcijfers in 2007 van de markt gehaald. De Bi-Turbo diesel heeft de Nederlandse markt dus nooit gehaald. Overigens was de Peugeot nog als 2.2 16v benzine met 158 pk leverbaar.

### Uitvoeringen
Fiat leverde in Nederland de volgende uitvoeringen:
- Active: met onder andere elektrische ramen vóór, acht airbags, boordcomputer, getint glas, geluidsinstallatie, ABS, elektrisch verstel-/verwarmbare buitenspiegels en mistlampen vóór
- Dynamic: extra t.o.v. Active onder andere: parkeersensoren, bagagedragers, automatisch geregeld en gescheiden airco en een scheidingsrek tussen interieur en bagageruimte
- Emotion: extra t.o.v. Dynamic onder andere: lenden-/armsteun vóór, elektrisch inklapbare buitenspiegels, navigatiesysteem, regen-/verlichtingssensor en automatisch dimmende binnenspiegel
- Admiral: extra t.o.v. Emotion onder andere bandenspanningssensor, 16" lichtmetalen velgen, xenonverlichting, 6 'captain chairs', 6 cd-wisselaar, draaibare voorstoelen en zonneschermen achter

### Facelift 2008
In 2008 kreeg de Ulysse een lichte facelift. Zoals hierboven geschreven ging deze facelift aan de Nederlandse markt voorbij, omdat de wagen in 2007 van de Nederlandse markt werd gehaald. De facelift is te herkennen aan het grote, blauw Fiat logo op de achterklep en gewijzigde achterlichten. Verder werden er twee nieuwe lakkleuren beschikbaar (blauw en grijs) en werd de 2.2 Multijet dieselmotor van PSA leverbaar. Deze motor levert 170 pk en 370 Nm koppel. Standaard was deze motor voorzien van een handgeschakelde zesbak, optioneel was een automaat met evenveel versnellingen leverbaar.

## Derde generatie (2022-heden)
Begin 2021 ontstond de Stellantis Group door een fusie tussen Fiat Chrysler Automobiles en Groupe PSA. Hierdoor is de derde generatie van de Ulysse identiek aan de Citroën Spacetourer, Peugeot Traveller, Opel Zafira Life en de Toyota Proace Verso. De nieuwe Ulysse is leverbaar sinds maart 2022, sommige identieke modellen van de andere merken waren al langer op de markt.
Met uitzondering van de Toyota zijn de identieke modellen van de andere merken sinds begin 2022 niet meer leverbaar met verbrandingsmotoren. De derde generatie Ulysse wordt uitsluitend aangeboden als de E-Ulysse met een 100 kW (136 pk) elektromotor in combinatie met een batterijpakket van 50 of 75 kWh, voor een maximaal rijbereik tot 330 km (WLTP).

## Verkoopcijfers Nederland
| Jaar | Aantal   |
| ---- | -------- |
| 1994 | Onbekend |
| 1995 | 226      |
| 1996 | Onbekend |
| 1997 | Onbekend |
| 1998 | 124      |
| 1999 | 149      |
| 2000 | 111      |
| 2001 | 45       |
| 2002 | 59       |
| 2003 | 187      |
| 2004 | 109      |
| 2005 | 55       |
| 2006 | 16       |
| 2007 | 9        |
| 2008 | 2        |

Huidige modellen: 
124 Spider ·
500 ·
500e ·
500L ·
500X ·
600 ·
Aegea ·
Argo ·
Cronos · 
Doblò · 
Ducato ·
Fiorino ·
Fullback ·
Linea ·
Palio · 
Panda · 
Punto · 
Qubo ·
Scudo · 
Siena ·
Strada ·
Tipo · 
Ulysse
Historische modellen na de Tweede Wereldoorlog: 
124 · 
125 · 
126 · 
127 · 
128 · 
130 · 
131 · 
132 · 
133 · 
147 · 
148 · 
242 ·
500 ·
600 · 
600 Multipla · 
850 · 
1100 · 
1200 · 
1300/1500 · 
1400/1900 · 
1800/2100 · 
2300 · 
Albea ·
Argenta · 
Barchetta · 
Bianchina ·
Bravo · 
Brío · 
Campagnola · 
Cinquecento · 
Coupé · 
Croma · 
Dino · 
Duna · 
Elba ·
Fiorino ·
Freemont ·
Grande Punto ·
Idea ·
Marea · 
Marengo · 
Mod 5 · 
Multipla · 
Oggi · 
Panorama · 
Penny · 
Prêmio · 
Regata · 
Ritmo · 
Sedici ·
Seicento · 
Spazio · 
Stilo ·
Talento · 
Tempra · 
Tipo · 
Turbina · 
Uno · 
Vivace · 
X1/9
Historische modellen voor de Tweede Wereldoorlog: 
1 · 
1T · 
10 HP · 
12 HP · 
24 HP · 
2B Torpedo · 
4 HP · 
501 · 
502 · 
503 · 
505/507 · 
508 · 
509 · 
510/512 · 
514 · 
515 · 
518 · 
519 · 
520 · 
521 · 
522 · 
524 · 
525 · 
527 · 
60 HP · 
70 · 
801 · 
1100 · 
1500 · 
2800 · 
Brevetti · 
Laundolet · 
Modello O · 
Tipo 2 · 
Tipo Torpedo · 
Topolino · 
Zero